# Codex Hierosolymitanus
Der Codex Hierosolymitanus (Kürzel: „H“), auch bekannt als Jerusalemer Codex 54 oder als Bryennios Manuskript, ist ein griechisches Sammelmanuskript aus dem 11. Jahrhundert. In der älteren Literatur wird er auch Codex Konstantinopolitanus genannt, weil er sich zur Zeit seiner Auffindung in Konstantinopel befand. Dort wurde er vermutlich auch geschrieben von einem nicht näher bekannten „Leo“. Dieser versah ihn mit der Jahreszahl 1056. Die 120 Pergamentblätter haben ein Oktavformat von ungefähr 19 cm × 15 cm. Der Text umfasst pro Seite ca. 23 Zeilen in einer Kolumne.

## Umfang
Der Codex umfasst die Didache, den Barnabasbrief, die beiden Clemensbriefe, den Brief der Maria von Kassobola an Ignatius von Antiochien, die lange Fassung der sieben Briefe des Ignatius und eine Liste der biblischen Bücher in der Reihenfolge, wie Johannes Chrysostomus sie aufgezählt hat.

## Besitz und Verwahrung
Die Handschrift befindet sich unter der Nr. 54 in der Bibliothek des Klosters des Heiligen Grabes bei der Grabeskirche in Jerusalem, die zum Patriarchat Jerusalem gehört. Die Schrift war wohl von Anfang an Teil der Bibliothek des Patriarchats.

## Veröffentlichungen
Die Schrift wurde 1873 von dem Theologen Philotheos Bryennios, dem späteren Metropoliten von Nikomedien, in Konstantinopel gefunden. 1875 veröffentlichte dieser die Texte der beiden Clemensbriefe.
Adolf Hilgenfeld verwendete den Codex Hierosolymitanus 1877 für die erste gedruckte Ausgabe der damals so gut wie unbekannten Didache.